# Saison 1966-1967 de l'ASM Oran
Pour un article plus général, voir ASM Oran.
Chronologie
Saison précédente Saison suivante
La saison 1966-1967 de l'ASM Oran est la 5e saison du club en première division du championnat d'Algérie depuis l'indépendance de l'Algérie. Les matchs se déroulent dans le championnat d'Algérie et en Coupe d'Algérie.

## Compétitions

### Championnat

#### Rencontres
Source
| Date              | J           | Adversaire     | Lieu | Résultat | Buteurs pour l'ASMO            | Références |
| MATCHES ALLER     |             |                |      |          |                                |            |
| 25 septembre 1966 | 1re journée | MC Oran        | Ext. | 1 - 2    | Gomez 30e, Pons 85e            |            |
| 2 octobre 1966    | 2e journée  | RC Kouba       | Dom. | 2 - 3    | Hasni 57e, Bendida 87e         |            |
| 12 mars 1967*     | 3e journée  | ES Sétif       | Dom. | 1 - 0    | Belgot 42e                     |            |
| 16 octobre 1966   | 4e journée  | CR Belcourt    | Dom. | 4 - 1    | Bouziane 23e 43e, Pons 46e 81e |            |
| 23 octobre 1966   | 5e journée  | NA Hussein Dey | Dom. | 1 - 1    | Pons 35e                       |            |
| 6 novembre 1966   | 6e journée  | USM Annaba     | Ext. | 1 - 0    | -                              |            |
| 13 novembre 1966  | 7e journée  | SCM Oran       | Dom. | 2 - 1    | Pons 61e, Bendida 79e          |            |
| 8 janvier 1967(*) | 8e journée  | USM Blida      | Ext. | 3 - 2    | Soualmia 2e, Hasni 88e (pen.)  |            |
| 27 novembre 1966  | 9e journée  | MO Constantine | Dom. | 1 - 0    | Hasni 24e                      |            |
| 4 décembre 1966   | 10e journée | MC Saïda       | Ext. | 2 - 1    | Hasni 65e                      |            |
| 18 décembre 1966  | 11e journée | ES Guelma      | Dom. | 2 - 0    | Hasni 30e 68e                  |            |
| MATCHS RETOUR     |             |                |      |          |                                |            |
| 22 janvier 1967   | 12e journée | MC Oran        | Ext. | 0 - 0    | -                              |            |
| 19 février 1967   | 13e journée | RC Kouba       | Dom. | 1 - 1    | Bendida 25e                    |            |
| 5 mars 1967       | 14e journée | ES Sétif       | Ext. | 2 - 0    | -                              |            |
| 19 mars 1967      | 15e journée | CR Belcourt    | Ext. | 2 - 1    | Bessoul 12e                    |            |
| 2 avril 1967      | 16e journée | NA Hussein Dey | Ext. | 2 - 0    | -                              |            |
| 16 avril 1967     | 17e journée | USM Annaba     | Dom. | 0 - 0    | -                              |            |
| 23 avril 1967     | 18e journée | SCM Oran       | Ext. | 1 - 2    | Bendida 43e, Bessol 79e        |            |
| 30 avril 1967     | 19e journée | USM Blida      | Dom. | 3 - 0    | Bendida 36e 41e Noureddine 62e |            |
| 30 avril 1967     | 20e journée | MO Constantine | Ext. | 1 - 1    | Noreddine 26e                  |            |
| 21 mai 1967       | 21e journée | MC Saïda       | Dom. | 0 - 0    | -                              |            |
| 28 mai 1967       | 22e journée | ES Guelma      | Ext. | 4 - 0    | -                              |            |

#### Classement final
Le classement est établi sur le barème de points suivant : une victoire vaut 3 points, un match nul 2 points et une défaite 1 point.
| Rang | Équipe         | Pts | J  | G  | N | P  | Bp | Bc | Diff |
| ---- | -------------- | --- | -- | -- | - | -- | -- | -- | ---- |
| 1    | NA Hussein Dey | 51  | 22 | 12 | 5 | 5  | 34 | 21 | +13  |
| 2    | RC Kouba       | 49  | 22 | 10 | 7 | 5  | 39 | 31 | +8   |
| 3    | CR Belcourt T  | 49  | 22 | 12 | 3 | 7  | 43 | 36 | +7   |
| 4    | USM Annaba     | 48  | 22 | 9  | 8 | 5  | 38 | 27 | +11  |
| 5    | ES Sétif C     | 46  | 22 | 8  | 8 | 6  | 26 | 14 | +12  |
| 6    | MC Oran        | 46  | 22 | 8  | 8 | 6  | 24 | 23 | +1   |
| 7    | MO Constantine | 44  | 22 | 7  | 8 | 7  | 37 | 30 | +7   |
| 8    | ASM Oran       | 44  | 22 | 8  | 6 | 8  | 26 | 25 | +1   |
| 9    | MC Saïda       | 42  | 22 | 6  | 8 | 8  | 22 | 35 | -13  |
| 10   | ES Guelma      | 41  | 22 | 7  | 5 | 10 | 40 | 41 | -1   |
| 11   | USM Blida      | 35  | 22 | 3  | 7 | 12 | 23 | 36 | -13  |
| 12   | SCM Oran       | 33  | 22 | 3  | 5 | 14 | 20 | 51 | -31  |

Résultat
- Champion d'Algérie 1966-1967

Relégation
- Relégation en Nationale II

Abréviations
T : Tenant du titre

C : Vainqueur de la Coupe d'Algérie 1966-1967

### Coupe d'Algérie

#### Rencontres
| Date             | Tour                       | Adversaire    | Stade (ville)                                  | Résultat | Buteurs pour l'ASMO                                    |
| 11 décembre 1966 | Trente-deuxièmes de finale | SC Mecheria   | stade bouakeul d'oran                          | 6-0      | Dey 11e (pen.), Hasni 23e, Pons 26e, Gomez 30e 68e 83e |
| 31 décembre 1966 | Seizièmes de finale        | USM Bel-Abbès | stade trois fréres amarouche de sidi bel abbés | 2-0      | /                                                      |

## Statistiques

### Meilleurs buteurs
- 7 buts: Hasni (7)
- 6 buts: Pons (6) et Bendidia (6)
- 4 buts: Gomez (4)
- 2 buts: Bouziane (2), Bessoul (2) et Nouredine (2)
- 1 but: Belgot (1), Dey (1), Soualmia (1)